# F60

Die Museums-F60 in Lichterfeld, Aufnahme über die gesamte Länge

F60 ist die Serienbezeichnung von fünf Förderbrücken im Lausitzer Braunkohletagebau. Sie wurden vom ehemaligen VEB TAKRAF Lauchhammer gebaut und sind die größten beweglichen technischen Arbeitsmaschinen der Welt. Als Abraumförderbrücke transportieren sie den Abraum, der über dem Kohleflöz lagert. Die ursprünglich maximale Abtragsmächtigkeit beträgt 60 Meter, daher auch die Bezeichnung F60. Mit einer Länge von 502 Meter wird sie auch als liegender Eiffelturm bezeichnet. Insgesamt ist sie bis zu 80 Meter hoch und 240 Meter breit. Im betriebsfähigen Zustand wiegt die Abraumförderbrücke (ohne Bagger) 13.500 Tonnen.
Im Lausitzer Braunkohlerevier sind heute noch drei F60 in Betrieb: in den Braunkohletagebauen Welzow-Süd, Nochten und Reichwalde. Anfang 2024 wurde die im Tagebau Jänschwalde im Einsatz befindliche F60 nach rund 47 Jahren Betriebszeit außer Betrieb genommen. Die fünfte und letzte gebaute Förderbrücke ist für Besucher begehbar und steht im Besucherbergwerk Abraumförderbrücke F60 bei Lichterfeld-Schacksdorf. Nach dem Ausbau von Baugruppen wiegt diese noch 11.000 Tonnen.

## Technik

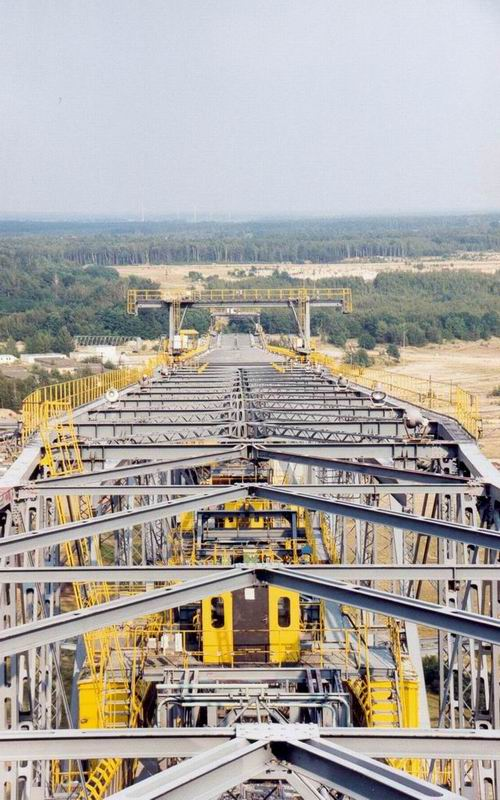

Die F60 hat zwei Fahrwerkskomplexe, die auf drei baggerseitigen und zwei kippenseitigen Gleisen in Normalspur fahren. Zusätzlich zu den zwei  baggerseitigen Gleisen gibt es zwei Gleise für den Trafo- und Kabelwagen sowie für die angeschlossenen Eimerkettenbagger. Die Brücke läuft auf 760 Fahrwerksrädern, von denen 380 angetrieben werden. Die maximale Geschwindigkeit der F60 beträgt 13 m/min, die Arbeitsgeschwindigkeit 9 m/min.
Die Förderbrücke wird von zwei vorgelagerten Baggern der Bauart Es 3150 oder Es 3750 als „Zuarbeiter“ versorgt. Es befindet sich jeweils ein Bagger an den beiden Querförderern. Beide zusammen haben eine Förderleistung von etwa 17.000 m³/h (Es 3150) bzw. 23.000 m³/h (Es 3750). Auf der Brücke laufen neun verschiedene Abraumförderbänder mit einer Geschwindigkeit von bis zu 9 m/s.
Die elektrische Anschlussleistung der F60 inklusive der beiden Bagger beträgt 27.000 kW. Zum Fördern von einem Kubikmeter Abraum von der Baggerseite bis zum Versturz in 75 m Höhe werden 1,2 kWh Elektroenergie umgesetzt.
Zwei der vier in Betrieb befindlichen F60 betreiben noch einen weiteren Bagger, der durch eine Zubringerbrücke direkt (F60 in Nochten) oder einen Baggerquerförderer (F60 in Jänschwalde) mit der Hauptbrücke gekoppelt ist. Durch diese Kombination wird die maximale Förderhöhe vergrößert und die maximale Förderleistung auf bis zu 25.600 m³/h (3 Bagger Typ Es 3150) bzw. 34.600 m³/h (3 Bagger Typ Es 3750) erhöht. Die F60 im Tagebau Welzow-Süd wurde 1977 zur Leistungssteigerung mit einer Zubringerbrücke, wie sie an der F60 im Tagebau Nochten im Einsatz ist, ausgerüstet. Dieser Zubringer wurde im Oktober des Jahres 2011 wegen der geänderten Abraumverhältnisse im Teilfeld Süd wieder demontiert und ist zur Verschrottung vorgesehen.

## Gebaute Abraumförderbrücken vom Typ F60
- Nr. 32, Tagebau Welzow-Süd: erbaut von 1969 bis 1972, seit 1972 in Betrieb (von 1977 bis 2011 mit Zubringerbrücke)

- Nr. 33, Tagebau Nochten: erbaut von 1972 bis 1974, seit 1974 in Betrieb (von Anfang an mit Zubringerbrücke)

- Nr. 34, Tagebau Jänschwalde: erbaut von 1976 bis 1978, von 1978 bis 2024 in Betrieb (seit 1985 mit Zubringerbrücke)

- Nr. 35, Tagebau Reichwalde: erbaut von 1986 bis 1988, von 1988 bis 1999 und wieder seit 2010 in Betrieb

- Nr. 36, Tagebau Klettwitz-Nord: erbaut von 1988 bis 1991, von 1991 bis 1992 in Betrieb, seit 2002 Besucherbergwerk

## Siehe dazu
- Absetzer
- Stahlbrücke